# De Anul Nou, datini din Moldova
De Anul Nou, datini din Moldova este un film documentar românesc de scurtmetraj din 1972 regizat de David Reu.

## Prezentare
Documentează jocuri și urări de Anul Nou din zona Moldovei.